# Reverdin-Reaktion
Bei der Reverdin-Reaktion (auch Reverdin-Umlagerung) handelt es sich um eine Namensreaktion aus dem Bereich der organischen Chemie. Sie ist benannt nach dem Schweizer Chemiker Frédéric Reverdin (1849–1931).
Als Reverdin-Reaktion wird die Nitrierung von 4-Iodanisol unter Umlagerung der Iod-Gruppe bezeichnet. Als Produkt entsteht so ein 2-Iod-4-nitroanisol.

## Mechanismus
Für die Reaktion wird folgender Reaktionsmechanismus vorgeschlagen:
Zunächst entsteht aus zwei Äquivalenten Salpetersäure ein Nitroniumion. Durch elektrophile aromatische Substitution verdrängt das Nitroniumion im nächsten Schritt das Iod-Kation an der para-Stellung des Anisols. Das Iod-Kation lagert sich im nächsten Schritt ebenfalls mittels elektrophiler aromatischer Substitution in Ortho-Stellung an, wodurch das Produkt entsteht.
Es wird zudem angenommen, dass neben dem Endprodukt auch 2,4-Diiodanisol entsteht. Durch erneute Nitrierung in Parastellung entstünde jedoch auch hieraus das Endprodukt.